# Dieffenbachia tonduzii
Dieffenbachia tonduzii är en kallaväxtart som beskrevs av Thomas Bernard Croat och Michael Howard Grayum. Dieffenbachia tonduzii ingår i släktet prickbladssläktet, och familjen kallaväxter. Inga underarter finns listade.